# Les noces de Ceïx
Les noces de Ceix (en grec antic : Κήυκος γάμος, Kḗykos gámos) és un poema perdut en la seva major part realitzat en hexàmetre de grec antic que va ser atribuït a Hesíode des de l'antiguitat.
Els fragments que sobreviuen impliquen que el tema del poema no era simplement les noces d'un cert Ceix, ja que Hèracles hi era i participava en els festejos. Per aquesta raó Merkelbach i West suposen que el poema ha de ser considerat «com a membre d'aquest grup d'epopeies que s'ocupen de les gestes d'Hèracles, com L'escut d'Hèracles i la Captura d'Ecalia».
La identitat de Ceix, el matrimoni del qual és l'escenari titular del poema, ha constituït una qüestió de controvèrsia. Merkelbach i West el van identificar inicialment amb el marit d'Alcíone: els déus els van transformar en ocells per l'arrogància que van mostrar en referir-se l'un a l'altre com «Zeus» i «Hera»". Ja que el poema és aparentment sobre Hèracles, és més probable que aquest Ceix fos un altre personatge rei de Traquis qui era nebot d'Amfitrió –padrastre d'Hèracles–, el fill de Ceix, Hípaso va acompanyar Hèracles a la seva campanya contra el rei Èurit d'Ecalia.
El poema sembla haver estat popular pels acudits i endevinalles pronunciats al banquet. Un enigma famós es conserva, encara que de forma incompleta, en un papir i cites antigues.